# Pulau Pagai Selatan
Pulau Pagai Selatan är en ö i Indonesien.   Den ligger i provinsen Sumatera Barat, i den västra delen av landet, 800 km väster om huvudstaden Jakarta. Arean är 900 kvadratkilometer.
Terrängen på Pulau Pagai Selatan är lite kuperad. Öns högsta punkt är 307 meter över havet. Den sträcker sig 63,0 kilometer i nord-sydlig riktning, och 33,5 kilometer i öst-västlig riktning.